# Чукаево (Калужская область)
Чукаево — деревня в Медынском районе Калужской области России. Входит в состав сельского поселения «Деревня Михальчуково».
Чукай — мужское татарское имя, Шукай — славянское имя-прозвище.

## География
Расположена недалеко от автодороги А-130(«Варшавское шоссе»), на реке Городенка.
Рядом — деревни Шугурово и Киреево, поселок Мятлево.

## История
В 1782 году — пустошь Чукаева Николая Гавриловича Огарёва.
По данным на 1859 год, Екатериновка (Чукаева) — владельческая деревня Медынского уезда, расположенная по правую сторону Московско-Варшавского шоссе. В ней 20 дворов и 159 жителей.
После реформ 1861 года вошло в Романовскую волость. Население в 1892 году — 176 человек, в 1913 году — 199 человека.

## Население
| 2002 | 2010 |
| ---- | ---- |
| 0    | ↗4   |